# カナイ (お笑い芸人)
カナイ（1987年2月11日 - ）は、日本のお笑いタレント。松竹芸能東京所属。埼玉県狭山市出身。かつてはお笑いコンビ『座敷ボウラー』、『青年タイアップ』のメンバーで、2017年7月から2020年11月30日までは座敷ボウラーを再結成して改名した『タイーク』のメンバーだった。本名は金井 貴史（かない たかし）で、コンビ時代はこの名義で活動していた。

## 略歴・人物
成蹊大学卒業。大学生時代は剣道部で、全国大会に2回出場したことがある。剣道歴は17年で、3段の段位有り。
大学卒業後はロッテに入社し、営業を担当していたが、一年で退職し、2011年、同じ大学の友人である和田佑と一緒に松竹芸能タレントスクールに20期生として入学（同期生にキンタロー。、エリザベータなど）、同年4月1日に『座敷ボウラー』結成。このコンビ名は二人とも学生時代から毎日ボウリングをしていたことなどから付けた。
座敷ボウラー時代の2012年に『お笑いネタ日記GP』でグランプリ獲得（同年10月3日発表）、同年12月には松竹芸能のライブ『2012年総決算! ゲラゲラチャンピオンシップ』にて優勝。この優勝特典として2013年3月14日に初単独ライブ『座敷ボウラー単独ライブ～兎にも角にも～』（新宿角座）を開催。お互いビジネスパートナーとしての存在であることを嫌がり、コンビ時代は二人で同居していたほどで、お互いの仲の良さを大切にして活動していた。
しかし2015年5月、和田が体調不良により療養専念のため休養。当初座敷ボウラーは活動休止とされていたが、その後同年8月には正式に解散を発表。その後は金井のみ『座敷ボウラー金井』として、2016年3月までピンで活動。座敷ボウラー金井時代の2015年11月18日、「サムイ芸人No.1」決定戦「大幸薬品クレベリン presents S-1（サムイワン）グランプリ」にて優勝。
2016年4月、元ブギーマンの鳥飼詠太と新コンビ「青年タイアップ」を結成。「もう一度、俺と青春しないか」と金井の方から誘った。金井が先輩、鳥飼が後輩ということだったが「コンビになったのだからお互いの敬語は廃止」として、敬語を使うたびに罰金を徴取するという約束としていた。しかし約1年間活動した後に、青年タイアップは鳥飼の芸能界引退のため、2017年3月14日の事務所ライブ『関東ゲラゲラSILVER』出演を最後に解散。金井は再びピンでの活動に転じる。その後、座敷ボウラーの元相方の和田佑と約2年ぶりにコンビを再結成し、コンビ名を「タイーク」に改めて再スタートすることを2017年7月に発表。
2020年11月30日を以ってタイークは解散したことを発表（2度目の解散）。金井は再びピン芸人「カナイ」となって活動を続ける。
趣味は自転車旅行（東京から仙台まで自転車で旅をしたことがある）、ボウリング（ベストスコアは239）。
特技は剣道の他に卓球（独学で習得）、体で時刻を表すこと、地面に足を着けずタイツを履くこと。さらば青春の光・森田、みなみかわとともにモルックをしており、世界大会2019国別対抗戦ベスト8。2022年11月にはみなみかわとともに日本モルック協会オフィシャル・モルックアンバサダーに就任している。
また、スイーツ好きであり、『アメトーーク!』（テレビ朝日系列）では「アイスがなきゃ生きてイケない芸人」（2017年8月20日）、「チョコレート大好き芸人」（2019年9月20日）として出演。更には、オリジナルアイス「Kanaiian iCE（カナイアンアイス）」を開発し、イベントで販売した。
同期生のキンタロー。の代表的なネタである前田敦子の物真似は、金井のアドバイスがきっかけでもあるという。
キンタロー。とは、漫才ユニット「金＆キン」を組み、2022年のM-1グランプリにも出場した。

## 出演
※座敷ボウラー及びタイークとしてのコンビの出演は、タイーク#出演を参照。

### テレビ
- 欽ちゃん&香取慎吾の全日本仮装大賞（日本テレビ）- 座敷ボウラー時代の単独出演
- 初詣!爆笑ヒットパレード（フジテレビ）- 座敷ボウラー時代の単独出演
- PON!（日本テレビ） - 突撃芸人
2015年4月からコンビで「突撃芸人」としてレギュラー出演、同年9月まで木曜日、同年9月 - 2016年3月は金曜日出演。
和田の休養（のち解散）後は金井一人でレギュラー出演。コンビ名に掛け、敷物にピンを立てて行う「座敷ボウリング」の企画を行っていた。
- 〜あなたの日常に“笑い”をお届け！〜デリ芸(仮)（関西テレビ）- 2015年6月17日
- ピラメキーノ640（テレビ東京）- 2015年9月2日、2015年9月21日
- ○○万円あったら××できるでしょ?（テレ朝チャンネル）
- 学生才能発掘バラエティ 学生HEROES!（テレビ朝日）
- アメトーーク!（テレビ朝日）- 2016年8月18日、2016年11月5日、2019年9月20日
  - 日曜もアメトーーク!（テレビ朝日）- 2017年8月20日
- バクモン学園（テレビ朝日）- 2017年5月23日
- ふらり松尾芭蕉（フジテレビ）- 2017年3月23日、2017年4月13日、2017年9月14日、2017年10月19日、2017年10月26日、2017年11月23日
- Going!Sports&News（日本テレビ）- 2017年4月3日、2017年12月3日
- ヒルナンデス!（日本テレビ）- 2020年7月10日
- 魅力まるごと いまドキッ!埼玉（テレビ埼玉）- 2018年4月14日～、レポーター
- まちいち　Nice To People（CBCテレビ）

### ラジオ
- 夕焼けSHUTTLE（エフエムナックファイブ）